# Glipa impressipennis
Glipa impressipennis es una especie de coleóptero de la familia Mordellidae.

## Distribución geográfica
Habita en las islas Batoe.